# النقابة العامة للسيارات (السعودية)
النقابة العامة للسيارات إدارة تتولى مهمة ترتيب وتنظيم نقل ضيوف الرحمن في السعودية، وتتولى الإشراف على المؤسسات والشركات الناقلة التي تعمل تحت عضويتها، أنشأت عام 1372. وتتخذ من مكة المكرمة مقرًا لها. ولديها فرع في المدينة المنورة وفرع في جدة.
تعمل النقابة لتقديم خدمات نقل منظمة للحجاج والمعتمرين، مستخدمة الوسائل الحديثة والملائمة للنقل وفق شروط السلامة ومعايير المحافظة على البيئة، وتضع الخطط التشغيلية لضبط حركة الحافلات التي تنقل الحجاج والمعتمرين خلال رحلة الحج والعمرة. وبلغ إجمالي ما نقلته النقابة منذ انشائها إلى عام 1441هـ 90.000.000 حاج ومعتمر.
في 13 يوليو 2021 صدر قرار مجلس الوزراء بتحويل النقابة إلى شركة.

## تاريخها
بدأت النقابة أعمالها عام 1372هـ بأربعة شركات نقل، وبعدد 500 حافلة و160 سيارة نقل صغيرة، وتوسعت أعمال النقابة ليصل عدد الشركات المتعاقدة مع النقابة في عام 1421 إلى 11 شركة بلغ إجمالي أسطولها 10811، في عام 1442هـ وصل عدد الشركات والمؤسسات الناقلة تحت مظلة النقابة العامة للسيارات إلى 69 شركة ومؤسسة نقل، ويصل عدد العاملين بها في موسم الحج إلى أكثر من 45,000 عامل بين (موظف، فني، سائق)، لخدمة نقل 1.900.000 حاج، وتم لذلك استخدام أكثر من 20.000 حافلة نقل وسيارة، وتوطين ما يقارب 10.000 وظيفة بين سائق وفني حافلة وموظف تشغيل، كما خصصت النقابة 19 مركز مساندة لحركة المركبات داخل مكة المكرمة وبين طرق المدينة المنورة ومكة المكرمة وجدة، وخصصت 50 سيارة ميدانية للمتابعة تعمل على مدار 24 ساعة. كما تنظم خدمة نقل المصلين للمسجد الحرام والمسجد النبوي الشريف. وتوفر المركبات المختلفة في الفعاليات العامة ومواسم السياحة.

### رؤية النقابة العامة للسيارات
الريادة والتميز في نقل ضيوف الرحمن بذكاء وإتقان.

### رسالة النقابة العامة للسيارات
بترتيب وتنظيم وإدارة تشغيل موحد لخدمات النقل بذكاء واتقان لتلبية احتياجات ضيوف الرحمن وإثراء تجربتهم باستخدام احدث المنهجيات والمعايير العالمية بما يسهم في تحقيق تطلعات المملكة المستقبلية.

## الأهداف الاستراتيجية للنقابة
الأهداف الاستراتيجية للنقابة العامة للسيارات هي:
1. تحقيق الاستدامة والاستقلالية المالية.
2. خلق فرص استثمارية ومنتجات مبتكرة لتنويع الدخل وتنميته.
3. تلبية احتياجات النقل لضيوف الرحمن واثراء تجربتهم بذكاء واتقان.
4. التوسع في تقديم خدمات نقل ذات قيمة مضافة وخدمات لوجستية بأفكار مبتكرة.
5. بناء نماذج مرجعية لمواصفات ومقاييس خدمات النقل والوسائل المستخدمة والعمل مع الجهات ذات الاختصاص لتطبيق اعتمادها.
6. تطوير الأصول الثابتة الحالية واستثمارها بما يحقق إستراتيجية النقابة المالية والخدمية.
7. تطوير وتنفيذ إستراتيجية تعزز مكانة النقابة وعلاقتها بشركات النقل وتستثمر برامج رؤية المملكة والدعم المقدم من وزارة الحج والعمرة.
8. تطوير البنية المؤسسية للنقابة وفق الممارسات العالمية المثلى في التطوير الإداري والتنظيمي.
9. الاستفادة من التقنيات الحديثة في تطوير أنظمة وحلول ذكية وآمنة
10. تطوير منهجية لإدارة المخاطر للاستجابة بشكل استباقي لأي تغييرات يمكن توقعها والاستفادة من القوانين والتشريعات بشكل فعال
11. تطوير الموارد البشرية وتأهيلها وتحفيزها والحفاظ عليها واستقطاب قدرات جديدة.
12. خلق بيئة عمل ملهمة ومحفزة تستجيب لحاجات سوق العمل وفق المعايير العالمية.

## الجهات المتعاونة مع النقابة
تتعاون النقابة مع عدة جهات لتنظيم وتنسيق خدمة النقل، وهي: وزارة الحج والعمرة، إمارة منطقة مكة المكرمة، إمارة منطقة المدينة المنورة، وزارة النقل،  وزارة الموارد البشرية والتنمية الاجتماعية، والهيئة العامة للنقل، الأمن العام متمثلاً في المرور - أمن الطرق - الدفاع المدني، وزارة الصحة، ومؤسسات الطوافة بمكة المكرمة، المؤسسة الأهلية للإدلاء بالمدينة المنورة، ومكتب الوكلاء الموحد، ومكتب الزمازمة الموحد، الهيئة العامة للطيران المدني، والخطوط الجوية العربية السعودية، ووزارة الإعلام، والهيئة العامة للأرصاد وحماية البيئة، والهيئة العليا لمراقبة نقل الحجاج واللجان التنفيذية المرتبطة بها، ومكتب إرشاد الحافلات، وهيئة الهلال الأحمر السعودي، الهيئة الملكية لمكة المكرمة والمشاعر المقدسة، إضافة إلى الجهات الأخرى المشاركة في أعمال الحج.

## منصة ضيف
برنامج إلكتروني لطلب حافلات النقل ومعرفة أماكن تواجدها، تأسس من قبل النقابة العامة للسيارات بإشراف وزارة الحج والعمرة، ويهدف البرنامج إلى توفير الخدمات الالكترونية فيما يتعلق بحجز الحافلات والسيارات ومتابعة حركتها بما يساعد مؤسسات الطوافة ومنظمي خدمات الحجاج والمعتمرين على تقديم خدمة اسرع للمستفيدين.

### خدمات منصة ضيف
- طلب الحافلات لنقل الحجاج
- تحديد مواقع إسكان الحجاج
- تتبع الحافلات[9]

## مركز معلومات النقل
هو مركز شامل لمعلومات مركبات نقل الحجاج والمعتمرين واحصائيات تنقلهم، وينبثق عن غرفة قيادة تحكم لرصد بلاغات أعطال المركبات آليا وتحويلها إلى الجهات المختصة لمعالجتها. بدأ العمل بالمركز في يوليو 2019.

## وصلات خارجية
الموقع الرسمي